# Панов Ігор Валерійович
І́гор Вале́рійович Панов (нар. 22 лютого 1963, м. Ставрополь, Ставропольський край, РРФСР — 20 листопада 2019 року Київ, Україна) — український військовий, капітан Збройних сили України, командир батальйону Печерськ. Учасник російсько-української війни. Також відомий на псевдо «Хан».

## Біографія

Ігор Панов на фронті

Ігор Панов у навчальному центрі «Десна» незадовго до смерті у 2019 році

Ігор Панов народився 22 лютого 1963 року у Ставрополі РРФСР. У 1987 році закінчив Вище зенітне ракетне інженерне училище ім. Кірова в Києві. Після чого був направлений для несення військової служби в Закавказький військовий округ в місто Ахалкалакі. У період з 1987 по 1993 рік був командиром взводу, пізніше заступником командира батареї. У 1993 році після розпаду Радянського Союзу демобілізувався і повернувся до України. Після початку війни на сході України брав участь у формуванні Батальйону поліції «Крим», був першим командиром батальйона «Печерськ». З 26 січня 2015 року був начальником розвідки 90-го окремого батальйону Десантно-штурмових військ України. Брав участь в боях за Піски, Зайцеве і в Авдіївській промзоні. Після демобілізації в 2017 році, жив у Києві. У листопаді 2019 року повернувся на військову службу й був призначений командиром навчальної роти навчального центру «Десна». 9 листопада 2019 року Ігоря Панова і його дружину Оксану побили молотком і битою в під’їзді власного будинку. Подружжя знайшли сусіди на сходах між поверхами з множинними пораненнями голови. 11 листопада поліція затримала нападників. З 10 по 20 листопада Панов перебував у реанімації де лікарі боролися за його життя. При трепанації черепа у Панова почалася сильна кровотеча. Після операції Ігор та Оксана перебували в комі, на апаратах штучної вентиляції легень. Волонтери оголосили збір коштів та крові, на який відгукнулися волонтери, ветерани АТО — колишні бійці батальйону «Печерськ», військовослужбовці 81-ї окремої аеромобільної бригади та інших підрозділів Збройних сил України, бійці Муніципальної варти Києва та небайдужі громадяни.
Попри надану допомогу, 20 листопада 2019 року Панов Ігор Валерійович помер у лікарні непритомним. Вбивство Панова викликало резонанс і широко висвітлювалося в українських ЗМІ.
Прощання відбулося 23 листопада на Майдані Незалежності біля Стелли Незалежності у центрі Києва. Похований на Берковецькому цвинтарі.
На урочистостях, організованих Міністерством оборони спільно із «Об’єднанням добровольців», що пройшли у Києві, за поданням лейтенанта Олега Голтвянського Панов був відзначений посмертно орденом «Рицарський хрест добровольця».